# Monticello Golf Club
Monticello Golf Club is een Italiaanse golfclub in Cassina Rizzardi, Como.
De club is opgericht in 1974. De baan is ontworpen door Raffaele Buratti en vernieuwd door Jim Fazio. Op 140 hectare grond liggen twee 18 holes banen, de rode en blauwe baan.

## Toernooien
- 1975: Italiaans Open, gewonnen door Billy Casper
- 1977: Italiaans Open, gewonnen door Angel Gallardo
- 1979: Italiaans Open, gewonnen door Brian Barnes
- 1887: Italiaans Open, gewonnen door Sam Torrance
- 1988: Italiaans Open, gewonnen door Greg Norman
- 1989: Italiaans Open, gewonnen door Ronan Rafferty
- 1992: Italiaans Open, gewonnen door Sandy Lyle